# Håkan Hardenberger
Håkan Hardenberger  est un trompettiste et chef d'orchestre suédois né à Malmö le 27 octobre 1961.

## Discographie
- 2012 : Both Sides, Now
- 2011 : Haydn/Hummel/Richter : Virtuoso Trumpet Concertos
- 2007 : L'Art de la Trompette
- 2006 : 20/21 Gruber 'Aerial', Eötvös 'Jet Stream', Turnage 'From the Wreckage', Gothenburg Symphony Orchester, Peter Eötvös (Grammophone 2894776150)
- 2006 : Exposed Throat Gruber, Börtz, Ruders, Henderson, Holloway (BIS 1281)
- 2002 : British Music Collection : Orchestral Works Peter Maxwell-Davies, BBC Philharmonic Orchestra, Elgar Howarth (Decca 4734302)
- 2002 : Adventures - Mysteries of the Macabre Gyorgy Ligeti, Roland Pöntinen (DG 4716082)
- 2002 : Concerto piccolo sur B-A-C-H d'Arvo Pärt sur le disque Trumpet Concertos by Martinsson, Pärt & Tamberg avec l'Orchestre symphonique de Göteborg dirigé par Neeme Järvi, chez Bis (BIS 1208)
- 2001 : British Music Collection : Dispelling the Fears Mark-Anthony Turnage, Philharmonia, Wallace, Harding (Decca 4688142)
- 2001 : Prières sans Parole Constant, Tomasi, Jolivet, Sauguet, Jansen, Satie, Damase, Hakim, Simon Preston (BIS 1109)
- 2001 : British Music Collection : Endless Parade Harrison Birtwistle, BBC Philharmonic, Elgar Howarth (Decca 4734302)
- 2000 : Wind Concertos Joseph Haydn, Academy of St Martin-in-the-Fields, Sir Neville Marriner, Elgar Howarth (Decca Eloquence 4681802)
- 2000 : Panorama - Virtuoso Trumpet Clarke, Albinoni, M. Haydn, JS Bach, Stamitz, Hummel, I Musici, Sir Neville Marriner, Hans Stadlmair, Simon Preston (DG 4692292)
- 2000 : Famous Classical Trumpet Concertos (2 CD) Haydn, Hertel, Hummel, Stamitz…, The Academy of St.Martin-in-the-Fields, The London Philharmonic, Sir Neville Marriner, Elgar Howarth, Simon Preston, I Musici (Philips 464028-2)
- 2000 : Håkan Hardenberger plays Swedish Trumpet Concertos Börtz, Sandström, Rabe, Malmö Symphony Orchestra, Gilbert Varga (BIS 1021)
- 1999 : Concertos for Piano and Trumpet Shostakovitch, Enesco, City of Birmingham Symphony Orchestra, Paavo Järvi, Leif Ove Andsnes (EMI 5567602)
- 1999 : Fireworks - Music composed by Elgar Howarth : Vol 3 Elgar Howarth, Eikanger-Bjørsvik Musikklag, Elgar Howarth (Doyen Records)
- 1997 : Brass Concertos Holmboe, Aalborg Symphony Orchestra, Arwel Hughes, Christian Lindberg, Jens Bjørn-Larsen (BIS 802)
- 1996 : Emotion Henze, Takemitsu, Berio, Kagel, Tisné, Blake Watkins, Henze, Ligeti (Philips 446 065-2)
- 1994 : Cycle-Concert Skalkottas : Concertino pour trompette et piano - Bruno Canino, piano (février 1994, Philips Classics 442 795-2 / Universal Music 470-486-2)  (OCLC 221995332)
- 1994 : Baroque Trumpet Concerti Albinoni, Vivaldi, Corelli, Torelli, Marcello, Viviani, Franceschini, Baldassare, I Musici di Roma (Philips 442 131-2)
- 1994 : The Virtuoso Trumpet J-B Arban, Jean Françaix, Antoine Tisné, Arthur Honegger, Sir Peter Maxwell Davies, Folke Rabe, John Hartmann, Roland Pöntinen (BIS 287)
- 1994 : Requiem Henze, Ensemble Modern, Ingo Metzmacher, Ueli Wiget (Sony SK 58972)
- 1992 : Trumpet and Organ Spectacular Martini, Clarke, Albinoni, Bach, Læillet, Gounod, Telemann, Simon Preston (Philips 434-074-2)
- 1990 : Trumpet Concertos Telemann, Academy of St Martin-in-the-Fields, Iona Brown, Michael Laird, William Houghton (Philips 420954)
- 1990 : Concertos Hummel, Hertel, Stamitz, Haydn,J., Academy of St Marin-in-the-Fields, Sir Neville Marriner (Philips 420-203-2)
- 1989 : Kantaten Bach, JS, Carl Philipp Emanuel Bach Chamber Orchestra, Barbara Hendrichs, Peter Schreier (EMI 7498452)
- 1989 : At the Beach Höhne, Dinicu, Thomson, Mendelssohn, Waldtenfel, Bernstein, Glazunov, Ibert, Weide, Reger, Bitsch, Pöutine, Roland Pöntinen (Philips 422-344-2)
- 1988 : Requiem for Fallen Soldiers Tubin, Lund Studentsångare, Gothenburg Symphony Orchestra, Neeme Järvi (BIS - CD297)